# Верхотурје
Верхотурје (рус. Верхотурье) град је у Русији у Свердловској области. Према попису становништва из 2010. у граду је живело 8820 становника.

## Становништво
| 1959.  | 1970. | 1979. | 1989. | 2002. | 2010. |
| ------ | ----- | ----- | ----- | ----- | ----- |
| 10.917 | 9.688 | 8.966 | 8.973 | 7.815 | 8.820 |